# Битка при Таранто
Битката при Таранто е сражение от Втората световна война, което се състои в нощта на 11 срещу 12 ноември 1940 г. и при която за първи път в световната история се осъществява удар срещу голямо морско съединение само със силите на палубната авиация. Атаката е проведена от Кралския английски флот, а целта ѝ е флотът на Италия, който е на котва в италианския град Таранто на Средиземно море. Тази битка е началото на края на епохата на тежките линейни кораби като основна ударна сила на флота и заместването им със самолетоносачи.

## Предпоставки
През втората половина на 1940 г. битките между италианската и английската армии в Северна Африка се разгорещяват и на двете страни са нужни регулярни доставки на гориво, техника и припаси от континента. Доставките за англичаните са от базите в Гибралтар и Гърция, но мощният италиански флот с присъствието си в Средиземно море ги прави изключително несигурни и рисковани. Въпреки няколкото дребни сблъсъка с италианците, инициирани от британския флот, основната част на италианския флот е в базите си и дори само с присъствието си заплашва английските операции по доставките. Затова е взето решение той да бъде ударен в главната си база – тази в гр. Таранто.

## Предистория
Операцията е наречена „Правосъдие“ („Judgement“) и е основната част от по-голяма операция, известна като „Операция MB8“ („Operation MB8“), която трябва да осигури безпрепятстваното достигане на няколко морски конвоя с доставки до британските пристанища в Египет и до Гърция, нападната междувременно от Италия. За командващ операцията е назначен контраадмирал Артър Лъмли Сейнт-Джордж Листър, чийто флаг е на самолетоносача Иластриъс (HMS Illustrious). Листър има предимството, че добре познава базата в Таранто, тъй като през Първата световна война служи в състава на английска ескадрила, дислоцирана в нея. Друго обстоятелство благоприятстващо успеха е фактът, че още през 1937 г. когато Италия нахлува в Абисиния (Етиопия), Листър, тогава капитан на самолетоносача Глориъс, на базата на познанията си разработва план за евентуален удар от въздуха срещу Таранто и тренира екипажите си в нощни атаки срещу базата. Когато е назначен за капитан на Иластриъс, той заварва там част от самолетните екипажи на Глориъс, което допълнително го улеснява.
Самолетите Суордфиш са въоръжени със стандартни 450-мм торпеда Марк ХІІ със скорост 27 възела (около 50 км/ч) и дълбочина на потапянето 33 фута (около 10 м). Оборудвани са с нови взриватели „Дуплекс“, които се активират от магнитното поле на кораба, когато минават под дъното му (което е по-уязвимо от бордовете). Проблемът е, че новите взриватели са много чувствителни и при силно вълнение се активират преждевременно, но англичаните не се опасяват от такова в тихите води на залива на Таранто. (По-късно едно такова торпедо попада у японците, които го разучават, както и цялата атака и прилагат наученото в нападението над Пърл Харбър).
По план операцията е предвидена за 21 октомври (денят на битката при Трафалгар), като в нея трябва да участва и самолетоносачът Игъл, но при окачването на допълнителни горивни резервоари на един от самолетите Фейри Сордфиш, които ще нанасят удара, става авария и в хангара на Иластриъс избухва пожар, при който са унищожени два самолета. Атаката е отложена с десет дни, но на 28 октомври Италия напада Гърция, което налага превозване на части от Египет към Гърция.
В крайна сметка, атаката е планирана за 11 ноември, но два дни преди корабите да излязат в морето, английската база в Александрия е атакувана от италиански самолети и Игъл получава повреди в горивната система, които не му позволяват да вземе участие в рейда. Въпреки това на 6 ноември английският флот вдига котва и поема в открито море. По пътя той неколкократно се сблъсква с италиански самолети, но английските намерения не са разкрити.

## Битката
На 11 ноември сутринта самолет Фейри Фулмар излита от Иластриъс и донася от Малта последните снимки от въздушното разузнаване. На тях се виждат пет линейни кораба и в 18:00 ч. Иластриъс се отделя от главните сили, съпровождан от 4 крайцера и 4 ескадрени миноносеца и тръгва към Таранто. След около час от разузнавателен самолет пристига съобщение, че в базата е пристигнал и шести линеен кораб. Основните сили на италианския флот са събрани на едно място.
Малко преди 21:00 от самолетоносача излита първата вълна Фейри Сордфиш в състав 12 самолета. 6 от тях са въоръжени с торпеда, 4 с бомби и 2 с фугасни и осветителни бомби.
Втората вълна от 9 Суордфиш-а излита след 50 минути (5 с торпеда, 2 с бомби и 2 с фугасни и осветителни бомби. Един от тях се поврежда по време на предстартовата подготовка и (по изричното настояване на пилота) излита 30 минути по-късно. След малко се завръща самолет от първата вълна, който 40 минути след излитането губи единият си окачен резервоар и самолетите от двете вълни, участващи в атаката, остават 20 на брой.
Италианското разузнаване проспива маневрирането на английските кораби (въздушното разузнаване ги открива късно на следващия ден), а и италианците са спокойни в добре защитената база. Но както се оказва, много от поръчаните противоторпедни мрежи не са поставени, а голяма част от заградителните аеростати са повредени от скорошна буря. Затова появата на английските самолети над Таранто е съвсем неочаквана за италианците, но те бързо се окопитват и откриват плътен преграден огън от противовъздушните си оръдия. Въпреки това англичаните атакуват, като основната им цел са линейните кораби.
Капитан-лейтенант Кенет Уилямсън изстрелва торпедо от дистанция 640 м, което удря линейният кораб „Конте ди Кавур“ в подводната част на левия борд и избухва, убивайки 17 души. Образува се пробойна с размери 12 х 3.25 м. Опитите корабът да бъде спасен са неуспешни и той потъва в 5:45 сутринта. Линейният кораб „Кайо Дуилио“ също е улучен от едно торпедо, отворило пробойна с размери 11 х 7 м, но екипажът му успява да го спаси като го засилва към брега, където той засяда. Ремонтът му след атаката трае половин година.
От двете торпеда изстреляни по „Виторио Венето“ нито едно не попада в целта, но „Литорио“ (Littorio) е улучен почти едновременно от две други в 23:15 ч., а малко по-късно и от трето. Корабът е тежко повреден, но аварийните групи успяват да го спасят на първо време, въпреки че откриват и четвърто, невзривило се торпедо под кила, което допълнително усложнява работата им. Корабът, подобно на Кайо Дуилио е засилен към брега, където засяда с носовата си част и това го спасява от сигурно потъване. Впоследствие ремонтът му трае 4 месеца.
Освен линейните кораби от бомбени попадения са повредени един крайцер и ескадрен миноносец, разрушени са много пристанищни съоръжения. Англичаните губят два самолета и двама убити, освен тях двама от екипажите на свалените самолети са пленени – единият от тях е командирът на първата вълна, капитан-лейтенант Кенет Уилямсън, същият, който потопява Конт ди Кавур.

## Последствията
Нападението над базата в Таранто се превръща в успех за британците. Половината от италианските линейни кораби са извадени от строя и минава много време докато се върнат обратно в него. (Потопеният Конт ди Кавур, въпреки че е изваден през 1941 г. така и не успява да се върне в строя до края на войната.) Но по-важно е, че оцелелите кораби са преведени на север, в базата в Неапол, откъдето вече много по-трудно могат да противодействат на английските операции в южното Средиземноморие. Всичко това англичаните постигат с цената на два самолета.